# Las Tablas de Santa Rosa
Las Tablas de Santa Rosa är en ort i Mexiko.   Den ligger i kommunen León och delstaten Guanajuato, i den centrala delen av landet, 300 km nordväst om huvudstaden Mexico City. Las Tablas de Santa Rosa ligger 1 774 meter över havet och antalet invånare är 135.
Terrängen runt Las Tablas de Santa Rosa är platt åt sydost, men åt nordväst är den kuperad. Runt Las Tablas de Santa Rosa är det mycket tätbefolkat, med 1 313 invånare per kvadratkilometer. Närmaste större samhälle är León de los Aldama, 9,5 km nordost om Las Tablas de Santa Rosa. Omgivningarna runt Las Tablas de Santa Rosa är en mosaik av jordbruksmark och naturlig växtlighet.